# Lionel Letizi
Lionel Letizi (Nice, 28 mei 1973) is een voormalig voetballer uit Frankrijk, die speelde als doelman. Zijn laatste club was de club uit zijn geboortestad, OGC Nice.

## OGC Nice, eerste keer
Lionel Letizi begon zijn professionele voetbalcarrière in zijn geboortestad Nice. Daar kwam hij te spelen voor OGC Nice. In 1992 mocht hij zich voor het eerst melden bij het eerste team. Met Nice wist hij in 1994 de Ligue 2 te winnen en zo te promoveren naar de hoogste divisie van het Franse voetbal, de Ligue 1. Dankzij zijn goede prestaties waren veel Ligue 1-clubs geïnteresseerd in Letizi. Dit resulteerde dan ook uiteindelijk in transfer van de doelman in 1996, dat destijds erg goed presteerde op het hoogste niveau van Frankrijk. In zijn eerste periode voor Nice speelde Letizi in totaal 110 wedstrijden voor de club.

## FC Metz
In 1996 kocht FC Metz Lionel Letizi over van OGC Nice. Bij Metz werd hij de eerste keeper. Met de club behaalde hij, vooral gezien de status van Metz, grote successen.Zo behaalden ze in 1998 de tweede plek in de Ligue 1 en de finale van de Coupe de la Ligue een jaar later. Vanwege zijn goede prestaties bij Metz maakte hij gedurende deze periode ook zijn debuut voor het Franse nationale team. Dit was tegen Zuid-Afrika in een wedstrijd die de Fransen met 2-1 wonnen. In 2000 maakte Lionel Letizi de overgang naar een van de echte topclub van Frankrijk om zo meer regulier in de Champions League te kunnen spelen. Voor FC Metz speelde hij in totaal 136 wedstrijden. Opvallend genoeg wist hij daarin ook eenmaal te scoren.

## Paris Saint-Germain
Letizi meldde zich voor het eerst in 2000 bij Paris Saint-Germain, de grootste voetbalclub van de Franse hoofdstad Parijs. Lange tijd van zijn periode was hij de nummer één keeper van de club en speelde hij veel wedstrijden. Zijn basisplaats kwam echter in het geding in 2006, toen de club een andere Frans international kocht, Mickaël Landreau. Vanwege de komst van Landreau besloot Letizi te vertrekken bij Saint-Germain om ergens anders een basisplaats te veroveren. Voor het eerst in zijn carrière zou hij voor een buitenlandse club gaan spelen. Voor PSG speelde Letizi in totaal 171 wedstrijden.

## Glasgow Rangers en OGC Nice, tweede keer
In de zomer van het seizoen 2007/2008 nam Glasgow Rangers Lionel Letizi over van Paris Saint-Germain. Vanwege zijn transfervrije status hoefden de Schotten geen geld voor de Fransman te betalen. Zijn begin bij de club werd gekenmerkt door blunders. Na een goede wedstrijd te hebben gespeeld tegen Heart of Midlothian raakte hij geblesseerd en werd hij vervangen door Allen McGregor. Ondanks een goede vorm van McGregor kreeg Letizi toch weer de kans na zijn blessure. Letizi maakte echter weer fatale blunders en veel van de supporters waren niet meer tevreden over hem. Na het vertrek van zijn landgenoot en de trainer Paul le Guen mocht ook Letizi de club verlaten. Hij besloot terug te keren naar zijn eerste club, OGC Nice. Dat is nog steeds zijn huidige club. Voor de Glasgow Rangers speelde Letizi slechts acht wedstrijden.

## Interlandcarrière
Op 11 oktober 1997 maakte Lionel Letizi zijn debuut voor het nationale voetbalelftal van Frankrijk in de vriendschappelijke thuiswedstrijd tegen Zuid-Afrika (2-1), net als Alain Boghossian, Stéphane Guivarc'h en Thierry Henry. Desondanks maakte Letizi geen deel uit van de selectie die het WK in eigen land een jaar later wist te winnen. Sindsdien speelde Letizi nog drie interlands, waarvan de laatste in 2001. Ook maakte hij geen deel uit van de selectie die het EK in 2000 in Nederland en België won. Hij nam met Frankrijk deel aan de Olympische Spelen van 1996 in Atlanta, Verenigde Staten.
| Interlands van Lionel Letizi voor Frankrijk | Interlands van Lionel Letizi voor Frankrijk | Interlands van Lionel Letizi voor Frankrijk | Interlands van Lionel Letizi voor Frankrijk | Interlands van Lionel Letizi voor Frankrijk | Interlands van Lionel Letizi voor Frankrijk |
| №                                           | Datum                                       | Wedstrijd                                   | Uitslag                                     | Competitie                                  | Goals                                       |
| Als speler van FC Metz                      | Als speler van FC Metz                      | Als speler van FC Metz                      | Als speler van FC Metz                      | Als speler van FC Metz                      | Als speler van FC Metz                      |
| ------------------------------------------- | ------------------------------------------- | ------------------------------------------- | ------------------------------------------- | ------------------------------------------- | ------------------------------------------- |
| 1                                           | 11.10.1997                                  | Frankrijk – Zuid-Afrika                     | 2 – 1                                       | Vriendschappelijk                           | 0                                           |
| 2                                           | 25.03.1998                                  | Rusland – Frankrijk                         | 1 – 0                                       | Vriendschappelijk                           | 0                                           |
| Als speler van Paris Saint-Germain          |                                             |                                             |                                             |                                             |                                             |
| 3                                           | 04.10.2000                                  | Frankrijk – Kameroen                        | 1 – 1                                       | Vriendschappelijk                           | 0                                           |
| 4                                           | 28.03.2001                                  | Spanje – Frankrijk                          | 2 – 1                                       | Vriendschappelijk                           | 0                                           |

## Erelijst
- Ligue 2: 1994 (OGC Nice)
- Vice-kampioen Ligue 1: 1998 (FC Metz), 2004 (Paris Saint-Germain)
- Vice-kampioen Coupe de la Ligue: 1999 (FC Metz)
- Intertoto Cup: 2001 (Paris Saint-Germain)
- Coupe de France: 2004, 2006 (Paris Saint-Germain)